# Дискография DragonForce
Дискография британской группы пауэр-метала DragonForce на данный момент состоит из пяти студийных альбомов, одного концертного альбома и шести синглов.
DragonForce образовались в Лондоне, Англия, в 1999 году под названием DragonHeart и независимо выпустили свой первый и единственный демоальбом Valley of the Damned. Узнав, что название DragonHeart уже занято они сменили название на DragonForce. Вскоре они заключили контракт с лейблом Noise Records, на котором вышел их дебютный альбом Valley of the Damned. Также альбом содержит одноименный сингл. Второй студийный альбом Sonic Firestorm выходит в 2004. Вскоре DragonForce переходят на лейбл Roadrunner Records и выпускают свои первые альбом и сингл, добившиеся успехов в чартах, Inhuman Rampage и «Trough the Fire And Flames» соответственно. Их четвёртый студийный альбом Ultra Beatdown и сингл «Heroes of Our Time» были выпущены 25 августа 2008 года и 4 июля 2008 года соответственно. Последний на данный момент альбом DragonForce: The Power Within, с новым вокалистом Марком Хадсоном, был издан 15 апреля 2012 года.

## Студийные альбомы
| 2003                        | Valley of the Damned - Издан 25 февраля 2003 года - Лейбл: Noise Records/Sanctuary Records         | —  | —  | —  | —   | 75 | —  | —  | —   | — | —  |                  |
| 2004                        | Sonic Firestorm - Издан 11 мая 2004 года - Лейбл: Noise Records                                    | —  | —  | —  | —   | 75 | —  | —  | —   | — | —  |                  |
| 2006                        | Inhuman Rampage - Издан 9 января 2006 года - Лейбл: Roadrunner Records                             | 70 | —  | —  | —   | 32 | —  | 54 | 103 | 1 | 5  | - UK: Золотой    |
| 2008                        | Ultra Beatdown - Издан: 25 августа 2008 года - Лейбл: Roadrunner Records                           | 18 | 19 | 62 | 119 | 9  | 28 | 50 | 18  | — | —  | - UK: Серебряный |
| 2012                        | The Power Within - Издан: 15 апреля 2012 года - Лейбл: Roadrunner Records                          | 40 | 79 | 53 | —   | 16 | —  | 43 | 74  | — | —  |                  |
| 2014                        | Maximum Overload - Издан: 18 августа 2014 - Лейбл: earMUSIC/Metal Blade Records/3Wise/JVC Victor   | 44 | 48 | 46 | 154 | 14 | —  | —  | 62  | — | —  |                  |
| 2017                        | Reaching into Infinity - Издан: 19 мая 2017 - Лейбл: earMUSIC/Metal Blade Records/3Wise/JVC Victor | 69 | 35 | 34 | —   | 14 | —  | —  | 70  | — | 12 |                  |
| 2019                        | Extreme Power Metal - Издан: 27 сентября 2019 - Лейбл: earMUSIC/Metal Blade Records/JVC Victor     | —  | —  | —  | —   | —  | —  | —  | —   | — | —  |                  |
| «—» альбом не попал в чарты | |    |    |    |     |    |    |    |     |   |    |                  |

## Концертные альбомы
| Год выпуска | Название                                                                                     | Позиции в чартах | Позиции в чартах | Позиции в чартах | Позиции в чартах | Позиции в чартах | Позиции в чартах | Позиции в чартах | Позиции в чартах | Позиции в чартах | Позиции в чартах | Сертификация |
| Год выпуска | Название                                                                                     | UK               | AUS              | AUT              | FRA              | JPN              | NZ               | SWE              | US               | US Heat          | US Indie         | Сертификация |
| ----------- | -------------------------------------------------------------------------------------------- | ---------------- | ---------------- | ---------------- | ---------------- | ---------------- | ---------------- | ---------------- | ---------------- | ---------------- | ---------------- | ------------ |
| 2003        | Twilight Dementia - Издан 8 сентября 2010 года - Лейбл: Roadrunner Records/Spinefarm Records | —                | —                | —                | —                | 83               | —                | —                | —                | —                | —                |              |

## Синглы
| 2005                                                        | «Fury of the Storm»           | —  | —  | —  |               | Sonic Firestorm  |
| 2006                                                        | «Through the Fire and Flames» | 61 | 86 | 34 | - US: Золотой | Inhuman Rampage  |
| 2006                                                        | «Operation Ground and Pound»  | —  | —  | —  |               | Inhuman Rampage  |
| 2008                                                        | «Heroes of Our Time»          | —  | —  | —  |               | Ultra Beatdown   |
| 2009                                                        | «The Last Journey Home»       | —  | —  | —  |               | Ultra Beatdown   |
| 2012                                                        | «Cry Thunder»                 | —  | —  | —  |               | The Power Within |
| «—» Сингл не попал в чарты или не был издан в данной стране |                               |    |    |    |               |                  |

### Видеоклипы
| Год  | Песня                         |
| ---- | ----------------------------- |
| 2006 | «Through the Fire and Flames» |
| 2006 | «Operation Ground and Pound»  |
| 2008 | «Heroes of Our Time»          |
| 2008 | «The Last Journey Home»       |
| 2012 | «Cry Thunder»                 |
| 2012 | «Seasons»                     |

### Появление в игреGuitar Hero
- «Through the Fire and Flames» — Guitar Hero III: Legends of Rock, Guitar Hero: Smash Hits
- «Revolution Deathsquad» — Guitar Hero III: Legends of Rock
- «Operation Ground and Pound» — Guitar Hero III: Legends of Rock
- «Heroes of our Time» — Guitar Hero III: Legends of Rock
- «Fury of the Storm» — Guitar Hero: Warriors of Rock